# Pseudidothea richardsoni
Pseudidothea richardsoni är en kräftdjursart som beskrevs av Hurley 1957. Pseudidothea richardsoni ingår i släktet Pseudidothea och familjen Pseudidotheidae.
Artens utbredningsområde är havet kring Nya Zeeland. Inga underarter finns listade i Catalogue of Life.